# Cuba en los Juegos Mundiales de Chengdu 2025
Cuba fue uno de los países que compitió en los Juegos Mundiales de Chengdú 2025.
La delegación antillana viajó a China con un único competidor en las pruebas de buceo.
Su representante ganó la medalla de plata, la primera medalla que Cuba gana desde los Juegos de Cali 2013.

## Medallero
| Medalla | Nombre                   | Deporte | Evento             | Fecha                |
| ------- | ------------------------ | ------- | ------------------ | -------------------- |
|         | Rolando Salgado Martínez | Buceo   | Varonil sin aletas | 10 de agosto de 2025 |

## Resultados

### Buceo
| Varonil                  |                     |               |               |
| Rolando Salgado Martínez | Dinámico con aletas | Descalificado | Descalificado |
| Dinámico sin aletas      | 218 m.              | 2             |               |